# Можливий референдум про незалежність Шотландії

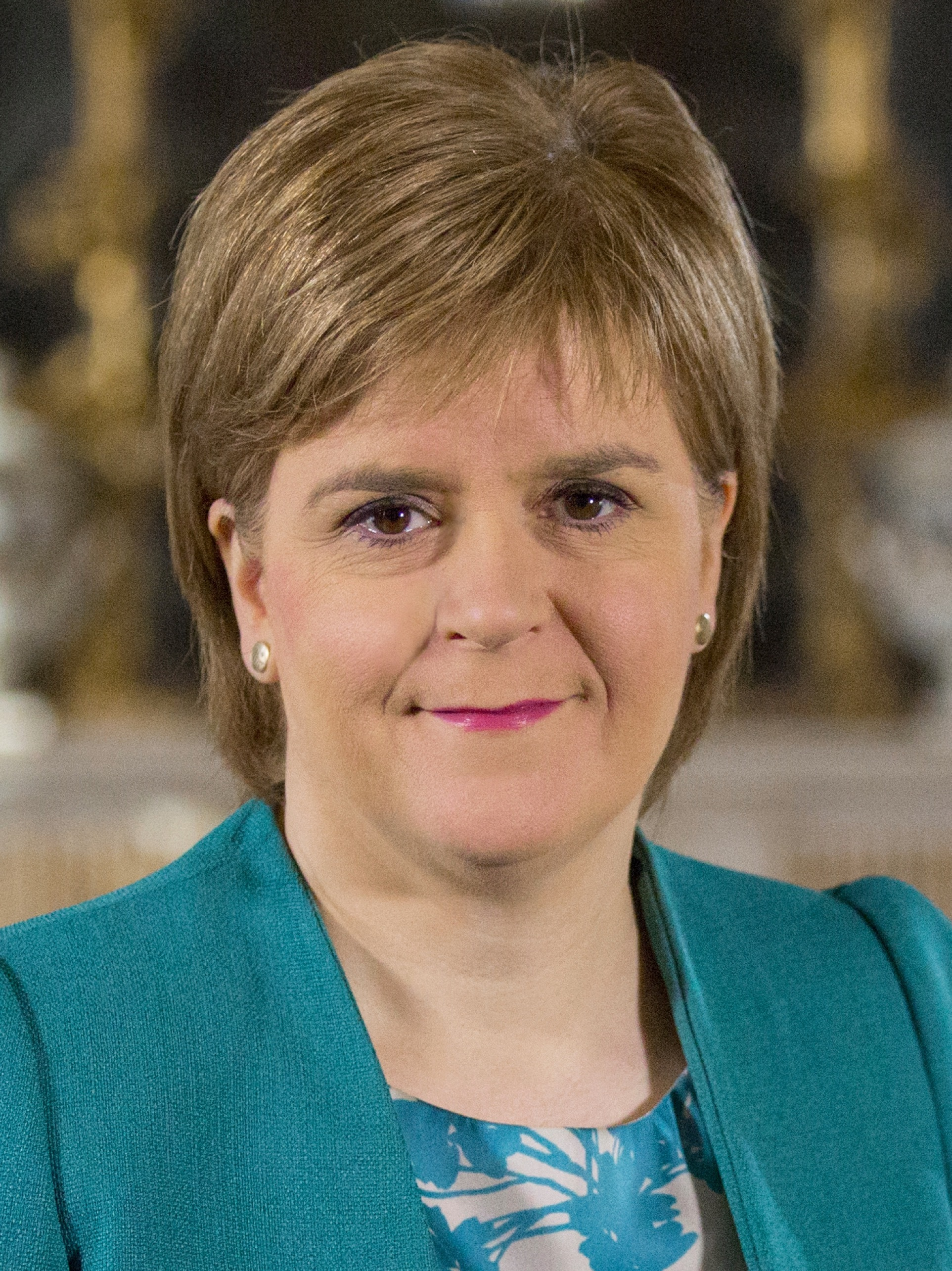
Нікола Стерджен

Можливий референдум про незалежність Шотландії — імовірний референдум, до проведення якого закликають представники Національної партії Шотландії. Перший міністр Шотландії та лідерка Шотландської національної партії Нікола Стерджен оголосила, що питання мали почати обговорювати після виходу Сполученого Королівства з ЄС.
Незважаючи на відцентрові настрої в Шотландії, британський уряд не підтримує ідею щодо її незалежності, та після Виходу Британії з ЄС планував зміцнити стосунки між частинами Сполученого королівства.

## Історія

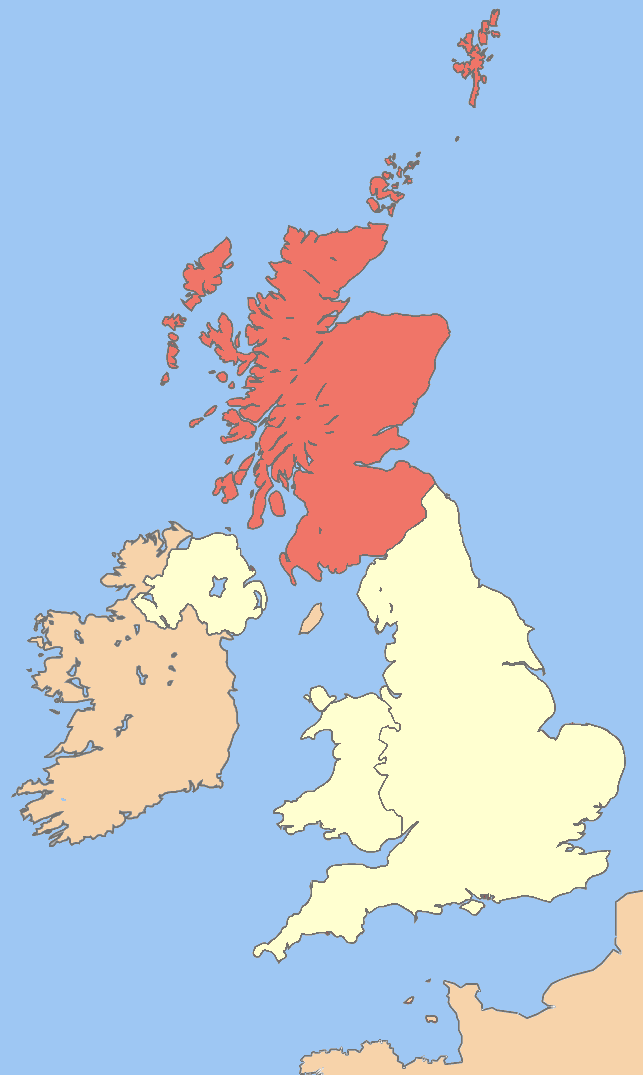
Шотландія в Сполученому Королівстві

### Референдуми про деволюції
Пропозицію про деволюцію було винесено на референдум 1979 року, однак владні повноваження між Лондоном та Единбургом перерозподілені не були. На користь деволюції висловилася більшість, тим не менш, частка осіб, які підтримали пропозицію, виявилася недостатньо великою. Члену Парламенту від Лейбористської партії вдалося домогтись затвердження пункту, згідно з яким для ухвалення рішення достатньо згоди 40% всього електорату.
Надалі (1979—1997) реформи конституційного значення не проводилися. Незабаром після повернення британських соціал-демократів до влади був проведений новий референдум. Цього разу бажання електорату було виражене достатньо переконливо, виборці висловилися за створення місцевого парламенту та за його можливість регулювати базову ставку прибуткового податку.

### Референдум 2014
15 жовтня 2012 прем'єр-міністром Британії Девідом Кемероном та першим міністром регіонального уряду Шотландії Алексом Селмондом була підписана угода, що визначила порядок проведення референдуму про незалежність Шотландії восени 2014 року.
За результатами усіх 32-х шотландських регіонів, які брали участь у референдумі, «Ні» незалежності сказали близько 55 % виборців, «За» — 45 %. Прихильники незалежності перемогли у чотирьох округах з 32-х.

### Референдум щодо членства Британії в ЄС
Референдум щодо членства Великої Британії в ЄС пройшов у Британії та Гібралтарі 23 червня 2016 року.
Результати проведення даного референдуму:
- 51,9% виборців виявили своє бажання покинути ЄС.
- 48,1% виборців побажали залишитися в складі ЄС.

Шотландці та жителі Північної Ірландії в цілому виявили своє бажання залишитися в складі ЄС, а ось валлійці й англійці, без Лондона, проголосували за вихід. Саме у зв'язку з цим розподілом волевиявлення і почалося обговорення другого референдуму щодо незалежності. Перша міністр Шотландії та лідерка Шотландської національної партії Нікола Стерджен оголосила можливі дати: 2018 або 2019 рік. Прем’єр-міністр Тереза Мей та чинний уряд Королівства рішуче розкритикував ідею. Консенсус було досягнуто, коли Нікола Стерджен оголосила, що питання будуть обговорювати після завершення процедури виходу Сполученого Королівства з ЄС.

### Референдум після виходу з ЄС
У вересні 2020-го уряд Шотландії заявив про початок підготовки законопроєкту щодо нового референдуму про незалежність, який має пройти не раніше за вибори до парламенту Шотландії у травні 2021 року. Наприкінці січня 2021 року Шотландська Національна Партія запропонувала провести новий референдум про незалежність до кінця 2021 року, зважаючи на те, що 23 червня 2016 року 62% населення Шотландії проголосувало проти виходу Великої Британії з ЄС. 22 березня 2021 року законопроєкт був представлений на розгляд до місцевого парламенту.

## Право на обрання
За умовами закону 2010 року такі категорії осіб мають право взяти участь у референдумі:
- громадяни Британії, які проживають у Шотландії;
- громадяни країн Співдружності, що проживають в Шотландії;
- громадяни країн ЄС, що проживають в Шотландії;
- члени Палати лордів, що проживають в Шотландії;
- військовослужбовці Сполученого Королівства, зареєстровані як виборці в Шотландії;
- службовці британського Уряду, зареєстровані як виборці в Шотландії.

Також, ШНП запропонувала знизити віковий виборчий ценз з 18 до 16 років. У січні 2012 року член шотландського Парламенту від лейбористів Елейн Маррі запропонувала обговорити питання про надання виборчого права шотландцям, які проживають поза межами країни. Уряд Шотландії відхилив ініціативу, оскільки при цьому складність проведення референдуму зросте. Крім того, Кабінетом міністрів приведено положення Комітету з прав людини ООН, згідно з яким референдум, що не проводиться за бажанням резидентів, буде поставлено під сумнів іншими державами. У Палаті лордів баронесою Саймонс озвучена ідея про надання виборчого права всім громадянам Сполученого Королівства, оскільки результати голосування вплинуть на всю країну в цілому. Ця пропозиція була відкинута Урядом СК. При цьому лорд Уоллес відзначив, що всього 2 з 11 референдумів, які пройшли в державі з 1973, припускали участь громадян з усіх частин країни.

## Дивіться також
- Шотландська незалежність